# Tunnel Belliard
Pour les articles homonymes, voir Belliard.
Le tunnel Belliard est un tunnel de Bruxelles reliant la rue Belliard à l’autoroute E40 et vers Tervueren, traversant les communes de Bruxelles-ville, Etterbeek et Schaerbeek.
Il fait près de 2 100 m de longueur et est le deuxième plus long tunnel de Belgique.
Composé de 3 tunnels préexistants, le tunnel Belliard est en forme de Y. Sa première branche débute sur la rue Belliard, passe sous la rue Froissart et le rond-point Schuman où se connecte sa deuxième branche connecté au tunnel du Cinquantenaire, débouchant sur l'avenue de Tervueren. Sa partie principale passe sous l’avenue de Cortenbergh, l’avenue de Roodebeek et le boulevard Auguste Reyers (R21).

## Localisation des entrées
- Entrée ouest : 50° 50′ 25″ N, 4° 22′ 45″ E
- Entrée est : 50° 50′ 57″ N, 4° 24′ 10″ E